# .bz
.bz is het internet landcode topleveldomein van Belize.
.bz wordt vaak gebruikt voor bedrijven. Het werd ook al gebruikt voordat .biz beschikbaar was. Ook wordt de extensie gebruikt voor sites uit de Italiaanse stad Bolzano (de officiële afkorting is ook BZ).